# Gangl Edina
Gangl Edina (Mosonmagyaróvár, 1990. június 25. –) olimpiai bronzérmes, világbajnoki ezüstérmes, Európa-bajnok magyar vízilabdázó, kapus.

## Pályafutása
A 2005–2006-os szezonban mutatkozott be az OB I-ben, a Győri VSE csapatában. A bajnokságban hatodikok lettek. 2007-ben tagja volt az ifjúsági Európa-bajnokságon hatodik helyen végzett válogatottnak. Az országos bajnokságban az utolsó helyen végeztek. A következő szezontól az Újpest TE-ben játszott. 2008-ban, a junior Európa-bajnokságon ezüstérmes lett. A magyar bajnokságban a hetedik helyen végzett. A következő évben a junior Európa-bajnokságon ötödik lett.
A 2009–2010-es szezonban az UVSE játékosa volt, melynek színeiben negyedik helyezett volt a magyar bajnokságban. A következő bajnokságtól az Egri VK-ban szerepelt. Új csapatával bronzérmes volt az első szezonban. 2011-ben tagja volt a világbajnokságon kilencedik helyen végzett válogatottnak. 2012-ben magyar bajnok lett az Egerrel. Az Európa-bajnokságon bronzérmet szerzett. Részt vett az olimpia selejtezőben, ahol a válogatott kivívta az ötkarikás szereplés lehetőségét. Az olimpián negyedik helyezést ért el.
2013-ban negyedik helyen végzett a női BEK-ben. A világligán negyedik helyezett volt. Az universiaden ezüstérmet szerzett.
2014-ben a csapatok szavazatai alapján a magyar bajnokság legjobb kapusának választották.
2014 júliusban az UVSE-be igazolt. Új csapatával 2015-ben magyar bajnok lett és a bajnokság legjobb kapusának választották
A 2015-ös női vízilabda-világbajnokságon kilencedik helyen végzett.
A 2016-os belgrádi EB-n aranyérmet nyert a magyar nemzeti csapattal és egyúttal a torna legjobb kapusának választották. A 2015–2016-os magyar női vízilabda-bajnokság legjobb kapusa lett.
2017-ben a válogatottal csak az 5. helyen végzett a világbajnokságon, az UVSE-vel azonban megnyerte a LEN-kupát.
A 2020-as hazai rendezésű Európa-bajnokságon bronzérmes lett a magyar válogatottal.
2021 nyarán Görögországba, a Glifádasz csapatához igazolt. Tagja volt a 2021-re halasztott tokiói olimpián bronzérmet szerző válogatottnak, valamint kerettag volt a 2022-es hazai vizes világbajnokságon, ahol a válogatott ezüstérmet szerzett. 2023-ban gyermeke született. 2023 nyarán a PAOK játékosa lett.

## Díjai, elismerései
- Klubbal elért sikerei:
  - Egri VK
    - OB I
      - Bajnok (1):2011–2012, 2012–2013
      - Bronzérem (1):2010–2011, 2013–2014

    - Magyar vízilabdakupa
      - Győztes (1):2012–2013
      - Döntős (1):2013-2014

  - UVSE:
    - OB I
      - Bajnok (6): 2014–2015, 2015–2016, 2016–2017, 2017–2018, 2018–2019, 2020–2021

    - Magyar vízilabdakupa
      - Győztes (5): 2014, 2015, 2016, 2017, 2018

    - LEN-bajnokok ligája
      - Döntős (1): 2015–16

    - LEN-kupa
      - Győztes (1): 2016–17
- Válogatottal:
  -   Magyarország
  - Világbajnokság: 
    - Ezüstérem: 2022 (Budapest)
    - 5. hely: 2017 (Budapest)

  - Európa-bajnokság:
    - Aranyérem (1):2016
    - Bronzérem (3):2012, 2014, 2020

  - Junior Európa-bajnokság:
    - Ezüstérem (1):2008

  - Universiade:
    - Ezüstérem (1):2013
- Egyéni:
- Szalay Iván-díj (a legjobb utánpótlás játékos) (2007)
- Magyar Ezüst Érdemkereszt (2012)
- A magyar bajnokság legjobb kapusa (2014,2015, 2016)
- A 2016-os Európa-bajnokság legjobb kapusa (2016)
- Az év magyar vízilabdázója (2017[14])
- Magyar Arany Érdemkereszt (2021)[15]